# Hymne national de l'Acadie
L'Hymne national de l'Acadie est l'Ave Maris Stella, un hymne catholique, appartenant au répertoire que l'on chante à la Vierge Marie. Son titre latin signifie « Salut, étoile de la mer ».

## Histoire
L'Ave Maris Stella fut choisie comme hymne national de l'Acadie en 1884 par les délégués acadiens de la deuxième convention nationale tenue à Miscouche, sur l'Île-du-Prince-Édouard. Elle fut proposée par Pascal Poirier et adoptée par l'assemblée de la convention nationale.
Il y eut à maintes reprises des essais de composition d'un hymne national acadien sur l'air adopté à Miscouche. Des efforts en vue de donner à l'Acadie un chant national populaire ont aussi été faits. Deux de ces compositions profanes ont connu un certain succès. Il s'agit de la Marseillaise acadienne, composée en 1910 par l'abbé A.T. Bourque, et En Avant!, œuvre de l'abbé Stanislas Doucet, datant de 1912.
Une nouvelle version en français écrite par Jacinte Laforest est choisie en 1994 dans le cadre d'un concours organisé par la Société nationale de l'Acadie. Elle est chantée pour la première fois par Lina Boudreau lors du premier Congrès mondial acadien.

## Paroles
| Paroles originales | Traduction en français |
| --- | --- |
| Ave maris stella, Dei mater alma, Atque semper virgo, Felix coeli porta. Felix coeli porta. Sumens illud Ave Gabrielis ore, Funda nos in pace, Mutans Hevae nomen. Solve vincla reis, Profer lumen caecis, Mala nostra pelle, Bona cuncta posce. Monstra te esse matrem, Sumat per te preces, Qui pro nobis natus, Tulit esse tuus. Virgo singularis, Inter omnes mitis, Nos culpis solutos Mites fac et castos. Vitam praesta puram, Iter para tutum, Ut videntes Jesum, Semper collaetemur. Sit laus Deo Patri, Summo Christo decus, Spiritui Sancto, Tribus honor unus. Amen. | Salut, Astre des mers, Auguste mère de Dieu, Qui toujours demeuras vierge, Heureuse porte du ciel. Heureuse porte du ciel. Recevant cet Ave De la bouche de Gabriel, Établis-nous dans la paix, En retournant le nom d'Éva. Délie les liens des coupables, Donne la lumière aux aveugles, Chasse nos maux, Obtiens-nous tous les biens. Montre-toi notre mère : Qu'il reçoive par toi nos prières. Celui qui, né pour nous, A daigné être tien. Vierge unique, Douce entre toutes, Fais que, délivrés de nos fautes, Nous soyons toujours doux et chastes. Accorde-nous une vie pure, Ménage-nous un chemin sûr, Afin que, voyant Jésus, Nous partagions sans fin ta joie. Louange soit à Dieu le Père, Honneur au Christ souverain, Au Saint-Esprit, Aux trois un seul et même honneur Amen. |

### Paroles adoptées en 1994
| Paroles adoptées en 1994 |
| --- |
| Ave Maris Stella Dei Mater Alma Atque Semper Virgo Felix Coeli Porta (bis) Acadie ma patrie À ton nom je me lie Ma vie, ma foi sont à toi Tu me protégeras (bis) Acadie ma patrie Ma terre et mon défi De près, de loin tu me tiens Mon cœur est acadien (bis) Acadie ma patrie Ton histoire je la vis La fierté je te la dois En l’avenir je crois (bis) Ave Maris Stella Dei Mater Alma Atque Semper Virgo Felix Coeli Porta (bis) |